# Lavage bronchoalvéolaire
Le lavage bronchoalvéolaire est une méthode d'aide au diagnostic médical, développée par Finley et Reynolds, consistant à injecter dans les bronches et les alvéoles pulmonaires une solution (50  à   250 ml) de liquide physiologique stérile à 37 °C, ou un agent mucolytique. On récupère ensuite ce liquide ce qui permet d'effectuer certains examens à la recherche d'infections ou d'autres pathologies.
Le lavage bronchoalvéolaire représente une méthode d'exploration des territoires alvéolaires, c'est-à-dire du « poumon profond ». Il apporte par son étude des populations cellulaires, des renseignements intéressants pour le diagnostic et la surveillance d'un certain nombre d'affections respiratoires diffuses (sarcoïdose, fibrose pulmonaire, pneumopathie immunoallergique).
De plus, même en connaissance des risques et de la douleur possible pour le patient, cet examen est très rentable (sur le plan bénéfices/risques) pour établir un diagnostic différentiel.

## Indications
Le lavage bronchoalvéolaire (LBA) est un examen très rentable et peu agressif pour l'investigation des pneumopathies (particulièrement si elles sont diffuses) du patient immunocompromis et du patient aplasié.
Il est réalisable chez la plupart des patients, éventuellement avec le support de la ventilation non invasive et y compris sous ventilation artificielle invasive.
Chez le sujet normal, le LBA ramène essentiellement des macrophages alvéolaires.
Il permet le diagnostic différentiel des affections suivantes :

### Pathologies infectieuses
- Bactériennes : mycobactéries (tuberculose, atypiques), Legionella, Nocardia, bactéries ordinaires (notamment en cas de pneumonie sous respirateur) ;
- Virales (IF ou PCR) : herpès, cytomégalovirus, influenza, VRS (pour ces deux derniers, on privilégiera l'aspiration nasopharyngée ou l'écouvillonage en première intention).

Ce mode exploratoire des poumons a été recommandé fin août 2006 par les CDC des États-Unis pour le diagnostic du virus H5N1 dit de la grippe aviaire.
- Fongiques : Aspergillus, Cryptocoque ;
- Parasitaires : toxoplasmose, Pneumocystis jirovecii (IF, PCR), Strongyloides

### Pathologies non infectieuses
- Infiltration néoplasique diffuse : présence de cellules néoplasiques
- hémorragie intra-alvéolaire : sidérophages
- pneumopathie d'hypersensibilité : lymphocytose marquée (> 50 %), présence de mastocytes, éosinophiles
- protéinose alvéolaire : aspect laiteux, matériel protéinacé PAS-positif
- histiocytose X : nombreuses cellules de Langerhans (corps de Birbeck, OKT 6-positives)
- pneumonie à polynucléaires éosinophiles : > 40 % éosinophiles
- asbestose, bérylliose, silicose
- sarcoïdose : prédominance lymphocytes T avec rapport CD4 / CD8 élevé (supérieur à 3,5)

## Précautions
Tabagisme, grossesse, allergies aux médicaments et anesthésiques (ex ; utilisés par le dentiste), maladie respiratoire ou cardiaque, maladies du sang, hémorragies fréquentes (propension aux saignement de nez), prise antérieure d'anticoagulant ou d'antiagrégants plaquettaires (dont aspirine), port d’une prothèse dentaire, adénome de la prostate ou glaucome doivent être signalés au médecin, de même que tout symptômes de type grippaux (toux, fièvre, tremblements…).

## Effets indésirables
| Effets indésirables                    | Fréquence - Circonstances                   |
| -------------------------------------- | ------------------------------------------- |
| Fièvre                                 | 10-30 % - quelques heures après le LBA      |
| Bronchospasme                          | HRB connue                                  |
| Crépitants                             | < 24 heures après le LBA                    |
| Sibilants                              | HRB connue - durée : 1-2 semaines           |
| Saignement                             | 0                                           |
| RADIOLOGIQUE                           | FRÉQUENCE - CIRCONSTANCES                   |
| Image radiologique alvéolaire          | < 10 % - disparition 48 heures après le LBA |
| EXPLORATION FONCTIONNELLE RESPIRATOIRE | FRÉQUENCE - CIRCONSTANCES                   |
| PaO2                                   | Diminution transitoire                      |
| VEMS, CVF                              | Diminution transitoire                      |
| Réactivité bronchique                  | Inchangée                                   |

## Technique
L’opération est simple.
Elle se fait sous endoscopie (fibroscopie).
Un anesthésique local est pulvérisé dans le nez et/ou la bouche pour faciliter l’introduction (par la bouche ou le nez) d’un tube souple de moins de 5 mm de large, stérilisé, muni d'un système optique (fibre et caméra).
Le fibroscope est doucement descendu entre les cordes vocales, puis dans la trachée et dans les bronches. Des pulvérisations d’analgésiques par le tube du fibroscope en facilitent la descente en atténuant les réflexes de toux et de déglution. Une fois le bronchofibroscope bloqué dans une bronche segmentaire ou sous-segmentaire, l'injection se fait en 10 à 12 minutes environ et en plusieurs fois (5 injections de 50 ml). Le liquide est ensuite aspiré (20 à 60 % de la quantité injectée est récupérée). Le tout prend 10 à 30 minutes durant lesquelles un contrôle continu du taux de saturation du sang en oxygène et du rythme cardiaque est fait à l'aide d'un saturomètre fixé à l’extrémité d’un doigt.
Le patient doit être détendu, confortablement installé et être à jeun depuis au moins 6 heures et ne pas avoir fumé depuis 48 heures ni fumer dans les heures qui suivront. Un patient anxieux peut se voir proposer un médicament relaxant, voire une anesthésie plus complète qui nécessite alors la présence d’un médecin anesthésiste.
Un cathéter est préparé dans une veine du bras pour injecter si nécessaire, un calmant ou un corticoïde, pour diminuer le stress et la toux. Les prothèses dentaires sont ôtées de la bouche le temps de l'examen.
Chez un malade très affecté, un support de ventilation non invasive peut être associé à l’examen, qui peut même être pratiqué sous ventilation artificielle invasive.
Le patient ne doit ni manger ni boire dans les 2 heures suivant l’examen, pour éviter d'avaler « de travers » en raison de l'anesthésie qui perturbe le réflexe de déglutition. Et il doit savoir qu’un médicament relaxant ou une neuroleptanalgésie diminuent sa vigilance (ne pas conduire ni pratiquer d’activité dangereuse).
En cas de suspicion d'agents pathogènes dangereux (ex : Grippe aviaire, SRAS, maladie nosocomiale…), le praticien doit être particulièrement bien protégé des gouttelettes susceptibles d’être émises (toux, éternuement…).
De manière générale, il doit aussi veiller à ne pas contaminer son prélèvement par des microbes présents dans la bouche, le nez ou la salive du patient.

## Score de Golde
En cas de présence de sidérophages (hémosidérose pulmonaire), le score de Golde peut être réalisé. L'intensité de la pigmentation bleue dans les macrophages alvéolaires après coloration de Perls est cotée de 1 à 4, sur au moins 100 macrophages.
- 0 : négatif
- 1 : faiblement positif
- 2 : positivité diffuse nette, quelques grains
- 3 : positivité intense, le noyau est visible
- 4 : positivité très intense couvrant l'image du noyau

La moyenne donne le score de Golde. La normale est inférieure à 25. S'il est supérieur à 100 (ou 120 pour certains), le score est évocateur d'une hémorragie intra-alvéolaire (HIA).

## Alternatives au lavage bronchoalvéolaire
- L'aspiration endotrachéale (AET), qui consiste à aspirer du mucus à fins d'analyse par la sonde d'intubation du malade, est proposée quand les méthodes invasives sont contre-indiquées, mais avec un risque important de contamination par la flore bucco-salivaire.
- Une petite brosse stérile peut être introduite dans la sonde pour récolter des cellules de la paroi des bronches.

## Analyses

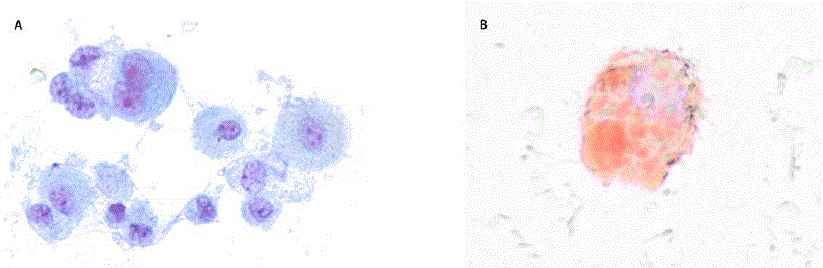
Examen microscopique d'un échantillon de lavage bronchoalvéolaire.

Le liquide récupéré est examiné puis analysé en laboratoire.
On en étudie l'aspect, la nature et la composition biochimique. Ceci permet d'évaluer par exemple la présence de facteurs tumoraux ou d'anomalies biochimiques et inflammatoires. On pourra ensuite apprécier le besoin ou les effets d’une thérapie sur le tissu du poumon interstitiel et la probabilité de problèmes toxicologiques entre autres.
On y étudie aussi le nombre et la qualité des éléments présents dont :
- cellules,
- particules,
- bactéries, ex. : Nocardia, mycobactéries (tuberculose, atypiques), Legionella, Mycoplasma pneumoniae…
- virus, ex. : herpès, cytomégalovirus, grippe (dont H5N1 ou autre sous-type hautement pathogènes), VRS…
- champignons, ex. : Aspergillus, Cryptococcus, Candida…
- parasites, ex. : toxoplasmose, Pneumocystis carinii, Strongyloïdes), etc.

L’examen peut également révéler des indices de pathologies dont l’origine n’est pas infectieuse :
- infiltration néoplasique diffuse (présence de cellules néoplasiques) ;
- hémorragie intra-alvéolaire (sidérophages) ;
- pneumopathie d'hypersensibilité (lymphocytose marquée, mastocytes, éosinophiles) ;
- protéinose alvéolaire (aspect laiteux, détection de protéines) ;
- histiocytose langerhansienne (excès de cellules de Langerhans / corps de Birbeck) ;
- pneumonie à éosinophiles ;
- asbestose, bérylliose, silicose ;
- sarcoïdose (prédominance lymphocytes T avec rapport CD4 / CD8 élevé).

C’est un mode d’investigation qui complète la radiographie de l'arbre pulmonaire.
Un échantillon de tissu bronchique (biopsie) peut être prélevé par une petite pince introduite dans le canal du fibroscope.